# Eutrichota costalis
Eutrichota costalis este o specie de muște din genul Eutrichota, familia Anthomyiidae. A fost descrisă pentru prima dată de Stein în anul 1898.
Este endemică în South Dakota. Conform Catalogue of Life specia Eutrichota costalis nu are subspecii cunoscute.